# یحیی آرین‌پور
یحیی آرین‌پور (حدود ۱۲۸۶ یا ۱۲۸۴ خورشیدی در تبریز – ۴ آبان ۱۳۶۴ تهران) نویسنده و پژوهشگر تاریخ ادبیات ایران بود. اثر مهم او از صبا تا نیما است که در آن، سیر تحول ادب فارسی، به‌ویژه در عرصهٔ شعر را بررسی کرده‌است.

## زندگی
آرین‌پور در سال ۱۲۸۴ یا ۱۲۸۶ شمسی در تبريز متولد شد. به گفته خودش، نياى پدريش عباس میرزا بود و از طرف مادر، سلسله نسبش به خواجه نصيرالدين طوسى مى‌رسد. آرين‌پور در شرح حال خود در «کتاب امروز» مى‌گوید:
روز و ماه و حتى سال تولدم را به درستى نمى‌دانم، آنچه از اين بابت در شناسنامه‌ام آمده، راه به جايى نمى‌برد زيرا مستند به بياض و يادداشت پشت جلد کتابى نيست.

## نوشته‌ها
- از صبا تا نیما
- از نیما تا روزگار ما

## پیوند بیرونی
- صفحهٔ یحیی آرین‌پور در وبگاه گودریدز